# Hoshihananomia masatakai
Hoshihananomia masatakai is een keversoort uit de familie spartelkevers (Mordellidae). De wetenschappelijke naam van de soort is voor het eerst geldig gepubliceerd in 2007 door Tsuru & Takakuwa.